# ExPRESS Logistics Carrier

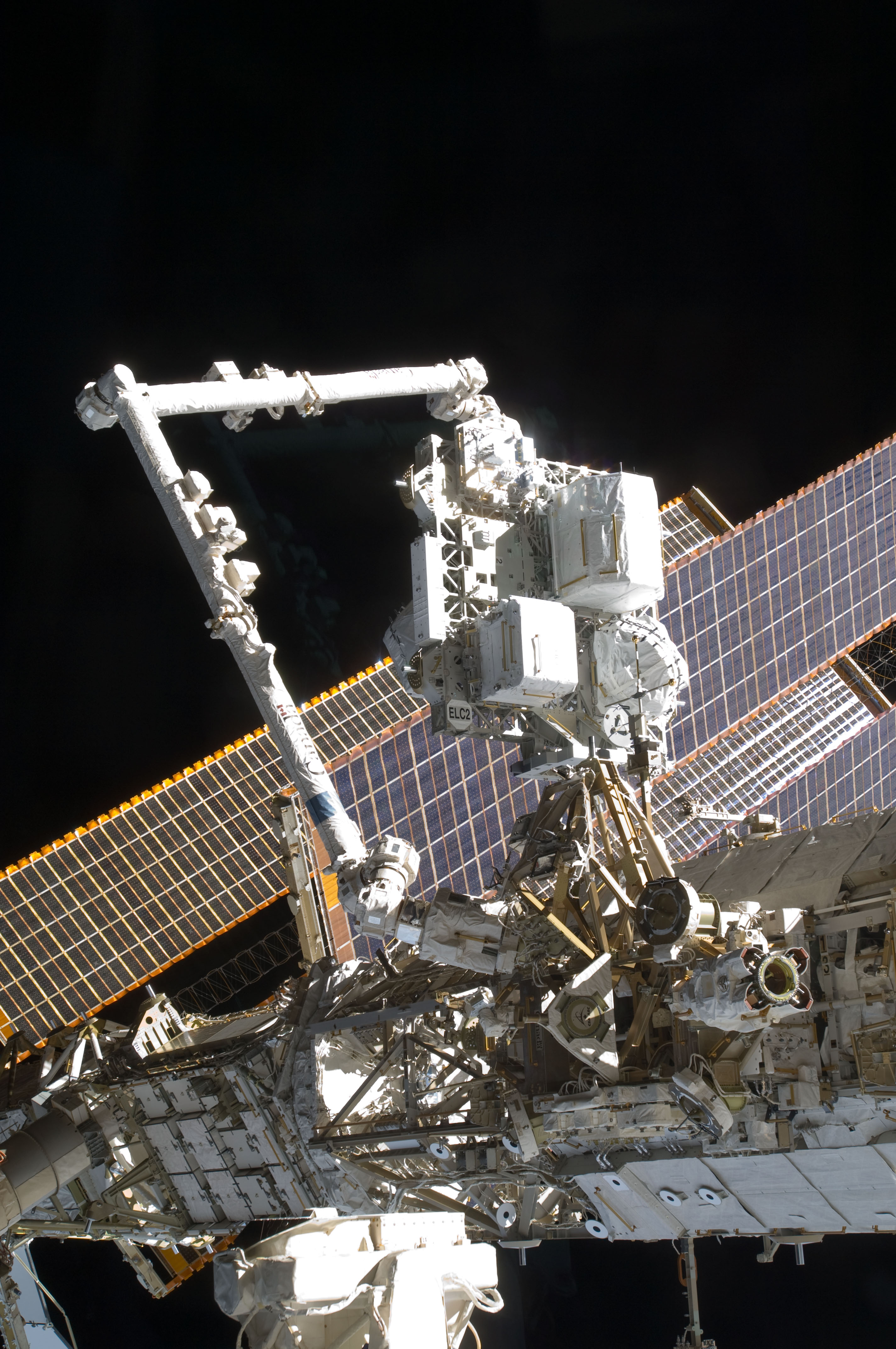
On distingue les pièces détachées installées sur la palette ExPRESS ELC-2 (en haut de la photo)

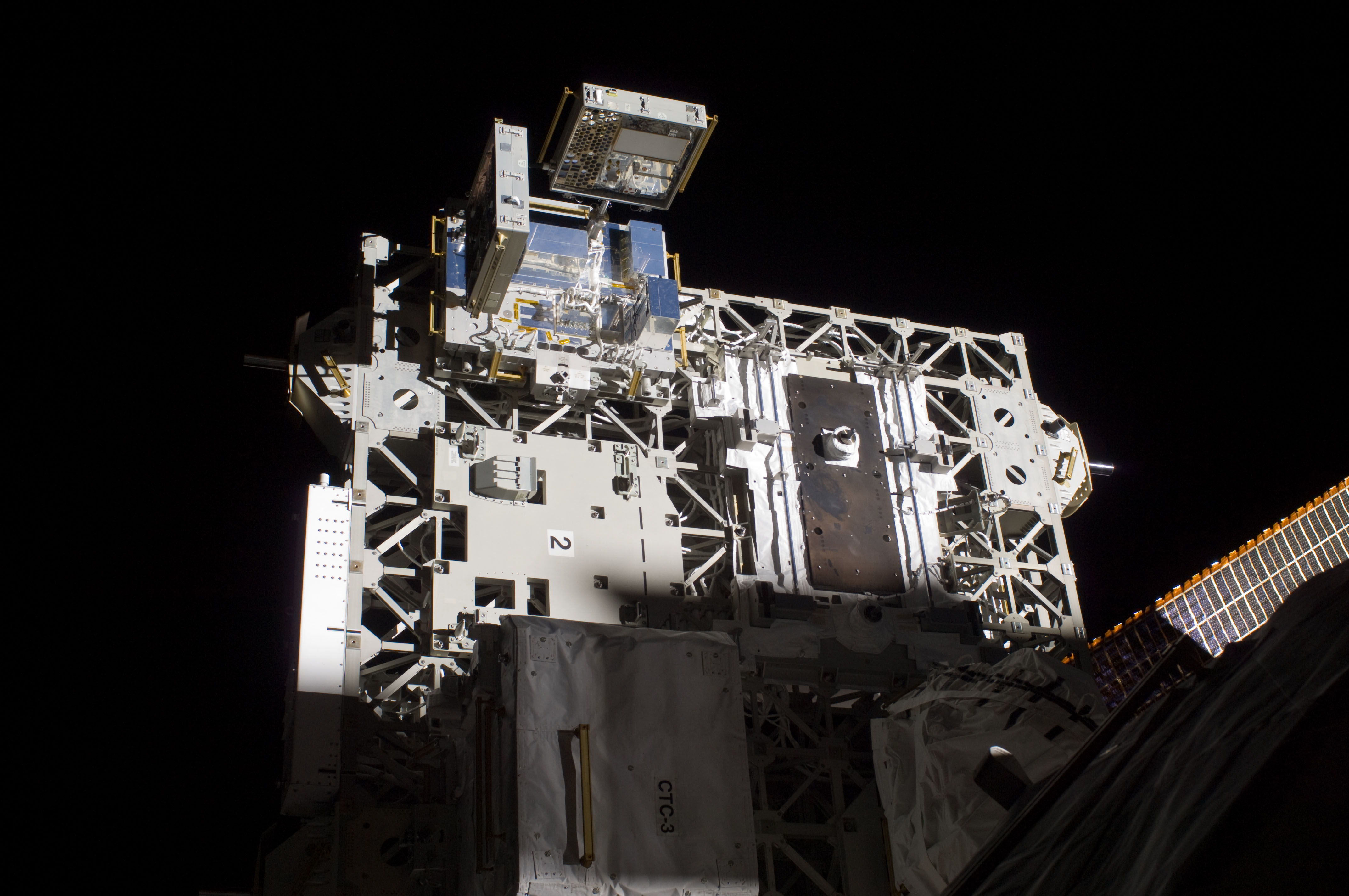
L'autre face de la palette ExPRESS ELC-2 porte une seule expérience (MISSE-7)

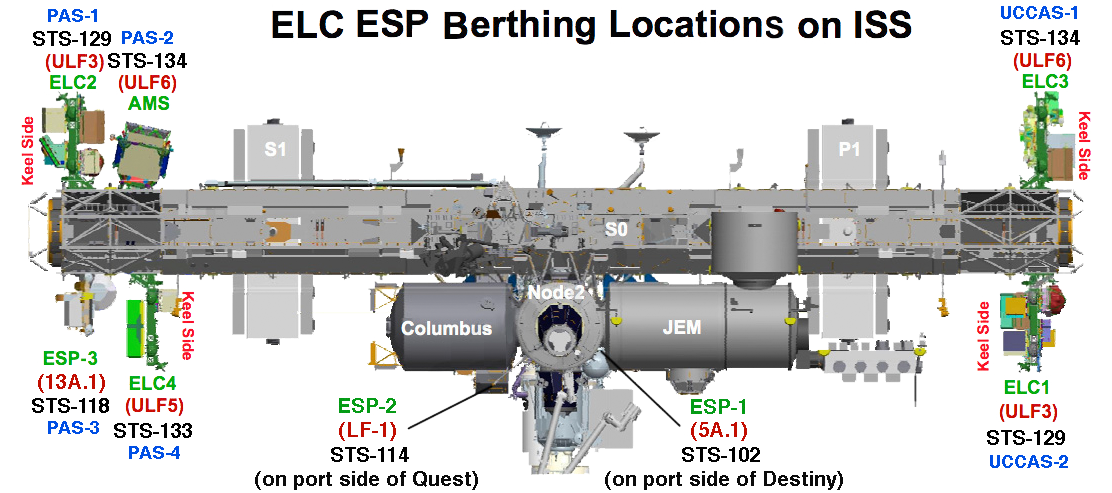
Implantation des palettes ExPRESS sur la poutre (notées ELC-1 à -4)

L'ExPRESS Logistics Carrier (ELC) (palette logistique express) est un élément de la Station spatiale internationale prenant la forme d'une palette. Celle-ci sert de support à des expériences scientifiques pouvant fonctionner dans le vide spatial et de lieu de stockage pour des pièces détachées. À terme, quatre palettes doivent être installées sur la poutre portant les panneaux solaires de la station spatiale. Deux de ces palettes sont au-dessus de la poutre et donc tournées vers l'espace tandis que deux autres font face à la Terre.

## Caractéristiques
Chaque palette pèse à vide environ six tonnes et est constituée d'une armature en aluminium d'environ quatre mètres sur trois. Elle peut recevoir jusqu'à douze charges utiles distinctes réparties sur les deux faces de la palette et pesant en tout 4,5 tonnes pour un volume de 30 m3. Chaque charge utile peut être alimentée en 120 volts ou 28 volts continu. Les charges utiles sont reliées individuellement par des liaisons à haut et bas débit à la partie pressurisée de la station, ce qui permet de télécommander les opérations sur les expériences et de recevoir les données de celles-ci. Les quatorze caméras installées sur la poutre permettent également de surveiller à distance le contenu des palettes. 
Les charges utiles (pièce détachée ou expérience scientifique) des palettes Express peuvent être stockées ou retirées à distance à l'aide du bras Canadarm2 manœuvré depuis l'intérieur de la station spatiale.

## Mise en place
Deux de ces quatre palettes (ELC-1 et ELC-2) ont été installées en novembre 2009 par la mission STS-129 de la navette Atlantis. ELC-2 accueille une expérience scientifique (MISSE-7) et un certain nombre de pièces détachées. Les deux dernières palettes (ELC-4 et ELC-3) ont été mises en place au cours de deux missions distinctes en 2010, respectivement STS-133 et STS-134.
| Date de lancement | Mission | Navette   | ELC            |
| ----------------- | ------- | --------- | -------------- |
| 16 novembre 2009  | STS-129 | Atlantis  | ELC-1 et ELC-2 |
| 24 février 2011   | STS-133 | Discovery | ELC-4          |
| 19 avril 2011     | STS-134 | Endeavour | ELC-3          |